# Карате клуб Кнешпоље
Карате клуб „Кнешпоље“ је карате клуб из Козарске Дубице. 

## Историјат
Основан је 22. новембра 1982. Један од оснивача клуба и први тренер био је Милан Буразор, карате мајстор II дан и првак СФРЈ у апсолутној категорији у борбама (1979). Годину дана након оснивања клуб се такмичио у регионалним, републичким и државним првенствима, а 1987. сениорска екипа постала је члан Друге лиге СФРЈ. Члан овог клуба Маринко Кос 1985. постао је јуниорски првак Југославије у борбама. Августа 1991. клуб је престао да ради, а јула 1992. погинуо је тренер Милан Буразор. У Одбрамбено-отаџбинском рату 1992–1995. живот су изгубили и чланови клуба: Александар Гргић, Зоран Мишић, Марио Шукунда, Милан Кос и Мирослав Јакшић. Године 1993. Милорад Ћопић покренуо је рад клуба и преузео улогу тренера, а већ крајем године клуб је бројао 930 чланова. Од 1995. тренер клуба је Маринко Гвозден. Клуб је 2002. реорганизован. Тада је имао 280 такмичара у десет секција. Запажене резултате остварили су: Наташа Дошлић (свјетска првакиња у катама 2004), Горан Буразор (свјетски првак у катама, појединачно, 2004. и 2006), Дарко Адамовић (свјетски првак у катама, појединачно, 2008), Зоран Кларић (европски првак у борбама, у јуниорској конкуренцији, 1998), Маја Милиновић (европска првакиња у борбама, у сениорској конкуренцији, 2005. и 2007). До 2021. кроз клуб је прошло око 4.500 чланова. Најтрофејнији је колектив у историји дубичког спорта. Од 1993. клуб организује традиционални Видовдански карате куп.